# グラマーGuy
「グラマーGuy」（グラマーガイ）は、1984年7月1日に発売されたラッツ&スターの5枚目（シャネルズ時代から通算すると14枚目）のシングル。

## 解説
- ラップやスクラッチを取り入れた、ラッツ&スター初の12インチシングル。
- プロレスラーのアントニオ猪木をイメージした曲。

## 収録曲
両曲作詞：売野雅勇　作曲：井上大輔　編曲：井上大輔・村松邦男
1. グラマーGuy
  - 7分近くに及ぶダンスナンバー。アルバム『SEE THROUGH』には4分弱のアルバムバージョンで収録。
  - 12インチシングルバージョンで収録されたアルバムは『The LEGEND』のみとなっている。
  - プロモーション用に作られた7インチシングル（QY・5H-90011）には3分24秒のショートバージョンで収録。
2. グラマーGuy（English Version）
  - 全歌詞が英語で歌われている。
  - プロモーション用に作られた7インチシングル（QY・5H-90011）にはショートバージョンで収録。